# 日英広島アコード
日英広島アコード（にちえいひろしまアコード、英語：Hiroshima Accord）は、2023年5月18日に日本とイギリスの間で締結された、包括的な二国間パートナーシップの強化に関する枠組み合意である。正式名称は「日英間のグローバル・戦略的パートナーシップに関する広島アコード（Japan–UK Hiroshima Accord on Global Strategic Partnership）」。
この合意は、同年に日本で開催されたG7広島サミットに先立ち、岸田文雄首相とリシ・スナク首相の間で発表された。内容は安全保障、経済、エネルギー、科学技術、人的交流など多岐にわたる。

## 背景
日本とイギリスは近年、経済安全保障やインド太平洋戦略において共通の関心を有しており、次期戦闘機共同開発（GCAP）、イギリスのCPTPP加盟申請などを通じて連携を深めていた。広島アコードは、両国の関係を「グローバル戦略的パートナーシップ」へ格上げすることを明確にし、包括的協力の方向性を定めたものである。

## 内容

### 安全保障
- 日英間の防衛協力強化（共同訓練・装備品・技術協力を含む）
- GCAP（次期戦闘機共同開発）への言及
- インド太平洋地域における英国の関与維持と日本の支援
- サイバーセキュリティや宇宙領域での協力

### 経済・技術協力
- 半導体、量子技術、AIなど先端分野での研究協力
- 経済安全保障に関する情報共有
- CPTPP加盟に対する日本の支持

### エネルギー・気候変動
- 原子力を含むクリーンエネルギーの開発・普及
- カーボンニュートラル実現に向けた政策協調

### 人的交流・文化協力
- 青少年交流や研究者の相互派遣
- 英国での日本人のモビリティ向上（ビザ制度改善等）
- 英国大学への日本人留学生支援

## 意義と評価
BBCなどの報道によれば、広島アコードは、イギリスにとってはブレグジット後の「グローバル・ブリテン」戦略を象徴する取り組みであり、インド太平洋への関与強化の一環とされている。一方、日本にとっても、自由で開かれたインド太平洋構想の中で、米国以外のパートナーとの多国間連携を強化する契機と評価されている。
また、被爆地である広島で署名された点について、象徴的な意味合いがあるとの指摘もある。とりわけ「核なき世界」へのメッセージを込めた外交的演出であるとする報道もある。